# Паулаускас, Гедиминас
Гедиминас Паулаускас (лит. Gediminas Paulauskas; 27 октября 1982, Паневежис, Литовская ССР, СССР) — литовский футболист, защитник. Выступал в сборной Литвы.

## Биография

### Клубная карьера
Начал профессиональную карьеру в 1998 году в клубе «Экранас» из города Паневежис. Вместе с командой выигрывал чемпионат и Кубок Литвы. В еврокубах за «Экранас» провёл 10 матчей и забил 1 гол (в ворота фарерского Б-36 в квалификации Кубка УЕФА).
В декабре 2007 года в качестве свободного агента перешёл в турецкий «Анкарагюджю», подписав контракт на 2,5 года. В команде провёл всего один матч и вскоре перешёл в швейцарскую «Беллинцону». В команде в Швейцарской Суперлиге сыграл 6 матчей.
Летом 2008 года перешёл в клуб «Ветра» из города Вильнюс. В сезоне 2008 в чемпионате Литвы сыграл 8 матчей и забил 1 гол. Команда в этом сезоне завоевала бронзовые медали, уступив только «Каунасу» и «Экранасу». Летом 2009 года вместе с командой участвовал в квалификации Лиги Европы. Тогда «Ветра» сначала обыграла «Гревенмахер» из Люксембурга, а после финский ХИК. В 3-м квалификационном раунде «Ветра» проиграла английскому «Фулхэму», счёт по сумме 2-х матчей (6:0). Паулаускас сыграл во всех шести играх.
Всего за «Ветру» в чемпионате Литвы сыграл 32 матча и забил 2 гола.
Зимой 2010 года побывал на просмотре в мариупольском «Ильичёвце», где главным тренером был Илья Близнюк. В феврале 2010 года дозаявлен за «Ильичёвец» под номером 82. В Премьер-лиге Украины дебютировал 6 марта 2010 года в домашнем матче против киевского «Динамо» (1:1).
В 2012 году выступал за польский клуб из города Гливице.

### Карьера в сборной
Выступал за юношескую сборную Литвы до 17 лет. В национальной сборной Литвы играет с 2005 года. В мае 2005 года вместе с командой выиграл Кубок Балтики.

## Достижения
- Чемпион Литвы (1): 2005
- Серебряный призёр чемпионата Литвы (3): 2003, 2004, 2006
- Бронзовый призёр чемпионата Литвы (3): 2002, 2007, 2008
- Обладатель Суперкубка Литвы (1): 2006